# Carabineiros genoveses
Os Carabineiros genoveses (em italiano:  Carabinieri genovesi; mais tarde Bersaglieri genovesi) foram uma unidade militar de voluntários durante o Risorgimento italiano.

## História
Uma companhia de duzentos voluntários foi formada em Gênova em 1859, no início da Segunda Guerra de Independência Italiana contra a Áustria, com os membros da Sociedade Nacional de Tiro, fundada em 1852. Cerca de cinquenta deles foram incorporados ao 2º Batalhão do 3º Regimento de Caçadores dos Alpes. O batalhão era comandado por Nino Bixio e o regimento por Nicola Ardoino.
Em 1859, eles lutaram heroicamente contra os austríacos em Malnate, San Fermo, Varese, Como e Stelvio. Em Malnate, onde 20 deles lutaram contra 400 austríacos, Antonio Rollero perdeu a vida e a formação foi relatada, pelo valor demonstrado, na ordem do dia. Em San Fermo, eles conseguiram colocar as tropas inimigas em fuga.

### Oscarabinierigenoveses
Após a guerra, a companhia foi dissolvida, mas o mazziniano Antonio Mosto, em 5 de maio de 1860, forneceu trinta e dois (37, segundo Giuseppe Cesare Abba) deles com carabinas modernas (daí o nome, que não provém dos Carabineiros Reais) e eles partiram sob seu comando de Quarto com os Mil. Designados para a 7ª Companhia liderada por Benedetto Cairoli, participaram do desembarque em Marsala e, posteriormente, na batalha de Calatafimi, tiveram cinco mortos e dez feridos. Durante a insurreição de Palermo, entraram na cidade pela ponte do Almirante e pela Porta Termini e foram citados na ordem do dia para a luta no mosteiro beneditino.
Com um efetivo aumentado para oitenta e cinco, participaram da batalha de Milazzo onde tiveram oito mortos e trinta e sete feridos. Desembarcaram em Melito, em 19 de agosto de 1860, com Garibaldi, e lutaram contra as brigadas Bourbon de Melendez e Briganti. Em meados de setembro, foram enviados a Santa Maria Capua Vetere para participar do cerco de Cápua e, em 1º de outubro, lutaram em Volturno.

### Osbersaglierigenoveses
Em 1861, eles foram dissolvidos, mas em 1866, com a eclosão da Terceira Guerra de Independência Italiana, o Major Antonio Mosto foi autorizado a criar um corpo composto por muitos dos antigos Carabinieri genoveses e jovens voluntários do mesmo território, chamados de "Bersaglieri volontari". Integrados no 1º Batalhão de Bersaglieri, responderam novamente ao chamado de Garibaldi, com quem lutaram bravamente em Monte Suello e Bezzecca. Não usavam chapéu emplumado, mas sim um boné com viseira.
Em 1867, alguns deles estavam em Mentana e Monterotondo contra os franceses e os Estados Pontifícios.